# Circonscription de Godé
La circonscription de Chereti est une des 23 circonscriptions législatives de l'État fédéré Somali, elle se situe dans la Zone Gode. Son représentant actuel est Abdi Umer Abdi.